# Marie Lincourt
Ne pas confondre avec la haute fonctionnaire Florence Hugodot, autrice du roman "Alsacienne de l'intérieur".
Marie Lincourt, alias Florence Hugodot, née Florence Quétand le 14 février 1948 à Paris, est une écrivaine et journaliste française. 

## Biographie

### Famille
Mariée à l'écrivain et ancien haut fonctionnaire Philippe Hugodot, Marie Lincourt est mère de huit enfants, dont l'animatrice de télévision Églantine Éméyé,.

### Carrière professionnelle
Marie Lincourt suit des études de psychologie avant de se lancer dans le journalisme et la littérature. En 1974, elle fait paraître son premier roman, À pas de loup, publié chez Robert Laffont, fait un peu de mannequinat et devient parallèlement journaliste et photographe tant dans l'événementiel (Paris Match), la presse féminine (Elle, Femme Actuelle) que dans le tourisme (Le Quotidien du Tourisme). 
Elle publie sous son nom d'épouse, Florence Hugodot, plusieurs ouvrages concernant la famille dont notamment Enfants rois, parents martyrs (1982, en collaboration avec Philippe Hugodot) qui va connaître un franc succès. 
Épouse de haut fonctionnaire, elle vit tour à tour en métropole, en Nouvelle-Calédonie, aux Antilles et au Sénégal. Son métier de journaliste et photographe touristique pour des magazines spécialisés et généraux comme Le Quotidien du Tourisme, Paris Match ou Télé 7 jours la font également voyager à travers le monde sur tous les continents (Laponie, Calédonie, Birmanie, Pérou...). Elle vit aujourd'hui à Paris où elle poursuit sa carrière de journaliste et de romancière. 
Sous le pseudonyme de Marie Lincourt, un pseudonyme qui lui permet de se différencier de sa belle-sœur, la première femme sous-préfet, Florence Hugodot, également auteure, elle publie des romans d'amour et d'aventures tels que Kanake au Mercure de France, Je n'appartiens qu'aux autres chez Artulen, Les Amants de l'impossible aux éditions du Panthéon, Faustine aux éditions Blanche, La petite fille dans le placard aux éditions Hugo & Cie, Surtout ne viens pas, La femme qui cherchait sa vie, et Voyage au bout de la vie, ces trois tomes aux éditions du Panthéon. 
Un roman, un polar intitulé Les jambes à son cou parait aux éditions Sydney Laurent,  durant le confinement du premier trimestre 2021
Un autre roman, La petite fille dans le placard, livre paru en 2007 qui traite de la maltraitance, a rencontré un succès notable.

### Essais
- Enfants rois, parents martyrs, Mercure de France (1982) (sous le nom de Florence Hugodot et avec la collaboration de Philippe Hugodot)
- Adolescents chéris, Éditions Jean-Claude Lattès (1991) (sous le nom de Florence Hugodot)
- On est mieux chez nos vieux, Éditions Jean-Claude Lattès (2000) (sous le nom de Florence Hugodot)

### Romans
- À pas de loup, Éditions Robert Laffont, 1974 (sous le nom de Florence Hugodot)
- Kanake, Mercure de France, 1985
- Je n'appartiens qu'aux autres, Artulen, 1987
- Faustine, éditions Blanche, 1997, réédition : J'ai lu, 2007[7]
- Les Amants de l'impossible, Éditions du Panthéon, 2005
- La Petite Fille dans le placard, Éditions Hugo & Cie[8], 2007 . Rééditions : France Loisirs (2007), le Grand livre du mois (2007), Succès du livre (2008), Pocket (2009)
- Surtout ne viens pas !, Éditions du Panthéon, 2012
- La femme qui cherchait sa vie, Éditions du Panthéon, 2015[10],[11]
- Les jambes à son cou, éditions Sydney Laurent, 2021[9]

### Nouvelles
- Noirs Désirs dans Pulsions de Femmes, Blanche (2005)
- Le Trapéziste dans Extases de Femmes, Blanche (2007)
- Ptite Annick  dans Transports de Femmes, Blanche (2010)